# Fédération luxembourgeoise des échecs
La Fédération luxembourgeoise des échecs (FLDE) est l'organisme qui a pour but de promouvoir la pratique des échecs au Luxembourg. Le siège de la fédération est situé à Strassen.
Affiliée à la Fédération internationale des échecs depuis 1946, la FLDE est également membre de l'Association internationale des échecs francophones.

## Organisation

### Comité central
- président : Claude Birtz
- vice-président : Alain Schartz
- secrétaire général : Pierre Christen

Clubs membre de la FLDE
- Cercle d’Echecs Philidor Dommeldange-Beggen